# Quincy Amarikwa
Quincy Amarikwa, né le 21 octobre 1987 à Bakersfield en Californie, est un joueur américain de soccer. Il joue au poste d'attaquant.

## Biographie

### Parcours en club
Le 8 août 2018, il est échangé à l'Impact de Montréal en retour de l'attaquant Dominic Oduro.

## Palmarès
Rapids du Colorado
- Vainqueur de la Coupe MLS en 2010.